# Patricia Küll
Patricia Küll (* 1968 in München) ist eine deutsche TV-Moderatorin, Redakteurin und  Autorin. Seit 2006 moderiert sie im SWR-Fernsehen die Landesschau Rheinland-Pfalz.

## Leben
Nach dem Abitur absolvierte Patricia Küll ein zweijähriges Volontariat beim ersten TV-Sender des Burda-Verlags „Radio 7 Victoria“ in Baden-Baden. Dort war sie Chefin vom Dienst während  des 1. Golfkrieges 1991. Nach einer kurzen Festanstellung als Redakteurin zog sie nach Frankfurt am Main und studierte dort Germanistik und Soziologie (M.A.) an der Johann-Wolfgang-von-Goethe-Universität. Das Studium beendete sie 1995 „cum laude“. Im Anschluss begann sie als Redakteurin und Autorin beim damaligen Südwestfunk in Mainz. Im SWR Fernsehen moderiert sie die Landesschau Rheinland-Pfalz seit 2006; sie gehört zum Moderatoren-Team des Kulturmagazins LandesArt und kommentiert für Das Erste seit 2015 den Mainzer Rosenmontagszug.
Patricia Küll hat einen Lehrauftrag im Fachbereich Sozialwissenschaften an der Hochschule Koblenz und veröffentlichte Sachbücher. 2022 erschien ihr erster Roman mit autobiographischen Zügen. Sie lebt mit ihrem Mann und den gemeinsamen beiden Kindern in Mainz.

## Veröffentlichungen
- Ab heute singe ich unter der Dusche. Gabal 2017, ISBN 978-3-86936-802-3
- Patricia Küll: Reden kann jeder. Gut reden leider nicht. In: Benjamin Schulz, Thomas Göller (Hrsg.): Das Unternehmer-Buch. 2017  ISBN 978-3-9818300-9-5
- Now! Am liebsten geht es mir gut!: Leichter Leben auch an grauen Tagen. Scorpio Verlag 2018, ISBN 978-3-95803-143-2
- zusammen mit Jörg B. Kühnapfel: Kopf zerbrechen oder dem Herzen folgen? Wie Sie gute Entscheidungen treffen. Offenbach: Gabal 2020, ISBN 978-3-86936-971-6
- Denn wir werden Schwestern bleiben. Lübbe 2022, ISBN 978-3-40418-577-1